# Armadillidium kalamium
Armadillidium kalamium là một loài chân đều trong họ Armadillidiidae. Loài này được Strouhal miêu tả khoa học năm 1956.